# Молитвенный дом в Дружной Горке
Молитвенный дом в Дружной Горке — недействующий лютеранский молитвенный дом в посёлке Дружная Горка Гатчинского района Ленинградской области. Относился к приходу Коприна (фин. Koprina) Евангелическо-лютеранской церкви Ингрии. Современный адрес — улица Ленина, 15. Выявленный объект культурного наследия России.
Деревянное здание школьно-молитвенного дома было организовано в 1876 году для рабочих стекольного завода Ритинга. Местная немецко-финская лютеранская община была филиальной от прихода Коприна.
В 1925 году молитвенный дом был закрыт, помещение и церковное имущество были переданы в распоряжение коменданта посёлка. В здании располагались ясли и школа. Во время немецкой оккупации в 1941—1943 годах в здании размещались полицаи.
После войны здание было приспособлено под жилье. По состоянию на 2023 год используется как жилое, находится в неудовлетворительном состоянии.

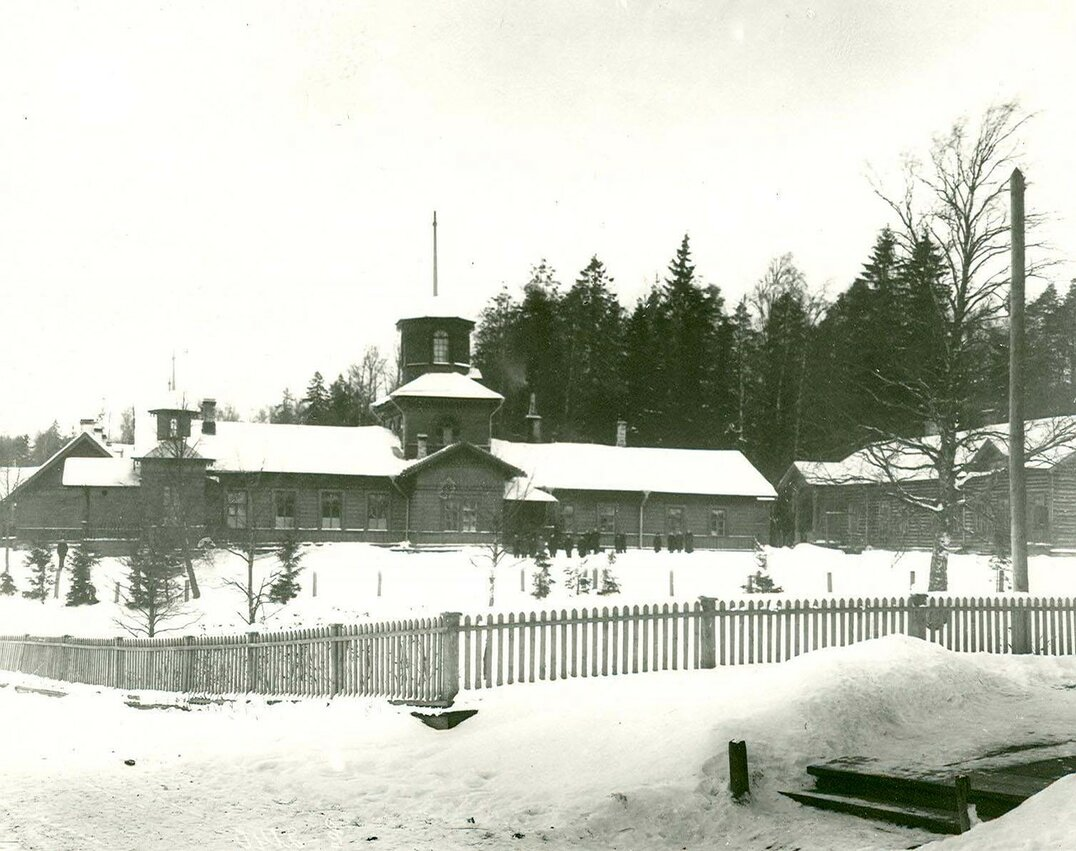
Школьно-молитвенный дом. Фото ателье К. К. Буллы. 1915 год